# Bhai Gurdas
Bhai Gurdas ( en punyabí: ਭਾਈ ਗੁਰਦਾਸ , 1551 - 25 de agosto de 1636 ) fue un escritor sij y figura religiosa de este  movimiento. Fue el escriba de los textos fundacionales del sijismo: el Gurú Granth Sahib, y acompañó a cuatro de los Gurús Sikh, los maestros de esta religión.
Bhai Gurdas nació en Goindwal, un pequeño pueblo del Punjab (ahora India). Su padre Ishardas Bhai era primo hermano de Guru Amar Das. El primer nombre de su madre era Mata Jivani; murió en 1554, cuando él tenía  tres años de edad.
Quedó huérfano a los 12 años y fue adoptado por Guru Amar Das, luego por Guru Ram Das. Predicó el sijismo, estudió y conoció a Guru Arjan. Terminó de escribir el Adi Granth en 1604 y también escribió otros textos fundacionales del sijismo. Murió el 25 de agosto de 1636 en Goindwal. El Guru Hargobind realizó personalmente su cremación.